# Pentagon-Leaks (2023)
Als Pentagon-Leaks (englisch Pentagon leaks) wird die nicht-autorisierte Veröffentlichung („Leak“) von geheimen Dokumenten aus dem Pentagon im Frühjahr 2023 bezeichnet. Jack Teixeira, ein 22-jähriger Airman First Class der Air National Guard, soll die Dokumente auf einem Discord-Server veröffentlicht haben. Er wurde verhaftet und unter dem Espionage Act von 1917 verurteilt. 
Von Discord aus gelangten die Dokumente an ein breiteres Publikum. Sie enthalten Berichte und Analysen vorwiegend über den Russisch-Ukrainischen Krieg, aber auch über andere außenpolitische Themen. Laut US-Stellen seien einige der zirkulierten Dokumente im Nachhinein manipuliert worden. Welche der Informationen bzw. Behauptungen aus den Geheimdokumenten korrekt sind und welche nicht, ist unklar.

## Veröffentlichte Dokumente

### Auftauchen von geheimen US-Dokumenten in sozialen Medien
Anfang 2023 tauchte eine Sammlung von hunderten geleakten Dokumenten in sozialen Medien auf, zunächst auf Discord. Später wurden sie aber auch auf 4chan, Twitter, Telegram und anderen sozialen Medien verbreitet. Die Sammlung, bestehend aus Notizen, sowie privat abfotografierten Folien, Kartenmaterial und Dokumenten, war spätestens seit Anfang März, möglicherweise aber schon im Januar auf verschiedenen Servern zugänglich; der breiten Öffentlichkeit wurden die Dokumente ab dem 5. April bekannt, als diese auf russischen Kanälen Verbreitung fanden und dann auch von der westlichen Presse aufgegriffen wurden. Die Dokumente enthalten US-Geheimdienstinformationen über andere Nationen, einschließlich Russland; sie sollen Geheimdienst- und operative Berichte des Joint Staff sein, die aus verschiedenen Quellen stammen, darunter der National Security Agency, der National Geospatial-Intelligence Agency, der Defense Intelligence Agency, dem Bureau of Intelligence and Research und der Central Intelligence Agency. Sie enthalten u. a. Informationen über die von den USA bereitgestellten militärischen Ressourcen, auf die die Ukraine Zugriff hat, über russische Militärplanung und über eine ukrainische Gegenoffensive.

### Manipulation der veröffentlichten Dokumente
Es gab teilweise mehrere Versionen von Dokumenten, wobei bei späteren Versionen, die von russischen Kanälen verbreitet wurden, u. a. Opferzahlen massiv zugunsten Russlands geändert waren.
Ein Bild einer Folie, die online kursierte, zeigte eine Zahl von 16.000 bis 17.500 für die geschätzte Anzahl der getöteten Russen seit Beginn der Invasion, mit einer Zahl von 61.000 bis 71.500 für die Anzahl der getöteten Ukrainer. Offizielle sagten, dass dies manipuliert worden sei, um höher zu sein als die tatsächlichen Schätzungen des Pentagons. CNN zitierte aus einem Dokument wiederum, die russischen Streitkräfte hätten bis Februar 189.500 bis 223.000 Verluste zu beklagen gehabt, darunter bis zu 43.000 Soldaten, die im Kampf getötet wurden; die Ukraine habe 124.500 bis 131.000 Verluste unter ihren Soldaten verzeichnet, wobei bis zu 17.500 im Einsatz getötet wurden. Aric Toler, ein Mitarbeiter des Recherchenetzwerks Bellingcat, veröffentlichte Beweise dafür, dass die Ukraine-Folien bearbeitet worden waren; die von pro-russischen Quellen verteilten Folien wurden als „grob manipuliert“ bezeichnet.

### Dokumente zum Krieg in der Ukraine
Aus den Dokumenten geht unter anderem hervor, dass die US-amerikanischen Geheimdienste auch den ukrainischen Präsidenten Wolodymyr Selenskyj ausspionierten, indem sie seine Kommunikation abfingen. Des Weiteren finden sich in den Dokumenten Informationen, wonach die USA Pläne Russlands für Angriffe gegen an die Ukraine gelieferte westliche Panzer aufdecken konnten. The New York Times und The Wall Street Journal berichteten aus den Dokumenten, dass der Ukraine laut US-Geheimdiensterkenntnissen bestimmte Flugabwehrraketen auszugehen drohen. So könne die Ukraine ihren Bestand an Buk-Raketen bis zum 13. April 2023 und den an S-300-Raketen bis zum 3. Mai 2023 vollständig aufgebraucht haben. Wie The New York Times berichtet, enthielten die Dokumente auch Informationen zu den Plänen der NATO und der USA, die ukrainische Regierung bei der Vorbereitung einer möglichen ukrainischen Offensive gegen Russland zu unterstützen. Die Dokumente enthielten jedoch keine genauen Schlachtpläne. Am 11. April 2023 berichtete die Washington Post außerdem unter Berufung auf geheime Dokumente, dass US-Geheimdienste an erfolgreichen ukrainischen Offensivaktionen zweifeln würden. So würde es Rückstände an ukrainischer Ausbildung und Munition geben, während die russischen Truppen schlagfähig seien. Dies würde Fortschritte einschränken und Verluste erhöhen. Insgesamt würden ukrainische Offensivbemühungen nur „eingeschränkte territoriale Gewinne“ erzielen. Aus den Dokumenten geht zudem hervor, dass russische Spezialeinheiten (sogenannte Speznas, wie die der GRU) in der Ukraine eine Verlustquote von 95 Prozent hätten.
In den Dokumenten werden verschiedene weitere Punkte rund um den Krieg in der Ukraine erwähnt. So habe ein russischer Kampfjet im September 2022 vor der Krim beinahe ein britisches Überwachungsflugzeug abgeschossen. Ägypten (eigentlich ein Verbündeter der USA) habe im Februar 2023 geplant, Russland heimlich mit 40.000 Artillerieraketen zu versorgen. Südkorea habe gezögert, der Ukraine Waffen zu liefern. Die serbische Regierung habe, im Widerspruch zur offiziellen politischen Haltung, Waffen an die Ukraine gesendet, oder insgeheim serbischen Waffenlieferungen an die Ukraine zugestimmt. Die Gruppe Wagner habe aktiv versucht, US-amerikanische Militäroperationen in Afrika zu untergraben und habe der haitianischen Regierung angeboten, in Haiti kriminelle Banden zu bekämpfen. Der Putschistenführer und Staatspräsident Malis, Assimi Goïta, habe bestätigt, er könne von der Türkei Waffen erwerben, um sie dann der Gruppe Wagner zu übergeben. Im Februar und März 2023 seien britische, französische, lettische und US-amerikanische Spezialeinheiten – insgesamt 97 Soldaten, davon 50 Briten – in der Ukraine stationiert gewesen. Der russische Inlandsgeheimdienst FSB werfe dem russischen Militär vor, schlechte Nachrichten in der Befehlskette nicht nach oben zu übermitteln und die tatsächlichen Zahlen zu getöteten russischen Soldaten zu verschleiern; er stelle daher in Diskussionen mit der russischen Regierung die Zahlen des Verteidigungsministeriums infrage. Der russische Präsident Wladimir Putin habe im Februar 2023 persönlich versucht, einen Streit um die Verteilung von Munition zwischen dem Chef der Gruppe Wagner, Jewgeni Prigoschin, und Verteidigungsminister Sergei Schoigu zu schlichten. Das russische Militär habe spätestens im September 2022 mit Versuchen begonnen, mittels elektronischer Kampfführung (Topol 1-System) die Funktion des über der Ukraine positionierten Starlink-Satellitensystems zu stören und somit Kommunikations- und Internetverbindungen in der Ukraine zu unterbinden. In der Schlacht um Bachmut habe der Chef der russischen Söldnergruppe Wagner, Jewgeni Prigoschin, einem ukrainischen Geheimdienst Ende Januar 2023 angeboten, Positionen russischer Truppen mitzuteilen, und im Gegenzug dafür verlangt, dass sich die ukrainischen Truppen aus der Stadt Bachmut, wo Prigoschins Söldner hauptsächlich kämpfen, zurückziehen. Auch habe Kyrylo Budanow, Direktor des ukrainischen Militärgeheimdienstes, Ende Februar 2023 den Einsatz der ukrainischen Eliteeinheit Kraken in der Schlacht um Bachmut angeordnet, um die drohende Einkesselung von Bachmut durch russische Truppen zu verhindern. Budanow habe im Februar 2023, anlässlich des Jahrestags in Russland, seinem Dienst angeordnet, mehrere Ziele in Russland (u. a. Noworossijsk) mit allen verfügbaren Mitteln anzugreifen und habe nur aufgrund eines Einspruchs der USA, die Vergeltungsschläge gegen die Ukraine fürchteten, von diesem Vorhaben abgesehen. Der ukrainische Militärgeheimdienst habe außerdem geplant, in Syrien stationierte russische Truppen anzugreifen. Hohe russische Beamte hätten die Anweisung erhalten, eine prorussische Antikriegsbewegung aus Linken und Rechten im politischen Spektrum in Deutschland zu formen und dazu Kontakt zu Personen aus dem Umkreis von Sahra Wagenknecht und zu Mitgliedern der AfD aufgenommen. Der ukrainische Präsident Wolodymyr Selenskyj soll im Februar 2023 erwogen haben, die Druschba-Pipeline, durch die Ungarn russisches Öl bezieht und die durch die Ukraine verläuft, zu zerstören.

### Weitere Informationen in den Dokumenten
Die in die Öffentlichkeit gelangten Unterlagen betreffen u. a. auch Nordkorea, Südkorea, China, Iran, Israel und die Vereinigten Arabischen Emirate (VAE).
Zu Israel wird berichtet, dass der Mossad den Protestierenden gegen die geplante Justizreform der israelischen Regierung gegenüber freundlich eingestellt sei. Auch das Bundesministerium der Verteidigung wird in einem Dokument erwähnt. Demzufolge empfingen Vertreter des Ministeriums am 20. Februar 2023 eine Delegation chinesischer Streitkräfte.

## Ermittlungen und Folgen
Das US-Justizministerium leitete ein Ermittlungsverfahren ein. Laut dem Büro des US-Geheimdienstchefs hatten im Jahr 2019 insgesamt 1,25 Millionen Personen Zugang zu Dokumenten mit der höchsten Geheimhaltungsstufe in den USA; ca. die Hälfte davon waren in staatlichen Stellen beschäftigt, 472.000 Personen bei Vertragspartnern.
Die Leaks begannen laut Recherchen durch Aric Toler von Bellingcat auf einem Discord-Server, spätestens ab Anfang März 2023, möglicherweise aber schon ab Februar 2022, zunächst ohne dass dies den Sicherheitsbehörden auffiel.
Es wurde vermutet, dass ein jugendlicher Gamer, der aus zunächst unbekannten Gründen Zugang zu geheimen Dokumenten hatte, diese womöglich veröffentlichte, um andere Chatteilnehmer auf Discord zu beeindrucken. Die genaue Zahl der ursprünglich geleakten Dokumente war zunächst unbekannt, sie zirkulierten zuerst nur in relativ geschlossenen Chatgruppen, bevor sie von dort auf ein breiteres Publikum stießen. Eine direkte Täterschaft Russlands sei unwahrscheinlich.
Die Washington Post meldete, es handele sich um einen Mann, der die Geheimdokumente in einer ca. 24 Personen umfassenden Discord-Chatgruppe verbreitete und gegenüber Chatpartnern zum Ausdruck brachte, dass er schlecht über die US-Regierung denke, weil sie schreckliche Wahrheiten vor der Öffentlichkeit verheimliche. Am 13. April 2023 wurde der Tatverdächtige, Jack Teixeira, festgenommen. Es handelt sich um einen in Massachusetts lebenden 21-jährigen Angehörigen der Massachusetts Air National Guard im Range eines Airman First Class. Er war als IT-Instandhalter seit 2019 auf Stützpunkten der US Air Force angestellt. Laut der Anklagebehörde wurde von Teixeiras Benutzerkonto ab Dezember 2022 selbstgeschriebene Notizen zu klassifizierten Dokumenten in der Chatgruppe geteilt, etwa ab Januar 2023 auch abfotografierte klassifizierte Unterlagen. Die später im Internet verbreiteten Dokumente wurden ab spätestens Februar 2023 geteilt und von anderen Teilnehmern später auf anderen Kanälen im Internet verbreitet.
Es stellte sich später heraus, dass eine 37-jährige, von November 2009 bis November 2022 bei der US-Navy und zuletzt Chief Petty Officer, die unter dem Namen „Donbas Devuskha“ (Mädchen vom Donbas) auftrat, dabei vorgab aus Luhansk zu stammen, und in Sozialen Medien pro-russische Propagandakanäle mit bis zu 65000 Abonnenten betrieb, maßgeblich an der Verbreitung der geleakten Dokumente beteiligt war, darunter auch derjenigen mit grob verfälschten Opferzahlen.
Die Papiere geben Aufschluss darüber, wie die US-Geheimdienste ihre Informationen sammeln und auf welche Quellen sie sich dabei stützen. So kann den Dokumenten entnommen werden, dass die USA selbst aus engen Zirkeln der russischen Regierung Informationen beziehe. Mögliche Informanten und Spione könnten dadurch in Gefahr sein.
Laut CNN habe die Ukraine wegen der geleakten US-amerikanischen Geheimdokumente militärische Pläne ändern müssen.
Mehrere US-amerikanische Medien berichteten, dass Russland vor dem Hintergrund der veröffentlichten Informationen Kommunikationswege ändern könnte, um eigene Pläne geheim zu halten. Staatliche Stellen in den USA befürchteten laut Berichten auch, dass Spione in Russland in Gefahr sein könnten. Ein führender US-amerikanischer Geheimdienstler bewertete die Veröffentlichung der Dokumente als einen „Albtraum“.

## Dokumentarfilme
- Thomas Jennings, Annie Wong: The Discord Leaks (PBS 2023)[45]
- Thomas Jennings, Annie Wong: Pentagon-Leaks – Top Secret im Gamer-Forum. In: ZDFmediathek, 28. Juni 2024, 44 Min., abrufbar bis 25. Dezember 2024.